# Diogo Pereira Ribeiro de Vasconcelos
Diogo Pereira Ribeiro de Vasconcelos (Freguesia de Santo Ildefonso, Porto - Portugal, 1758 — Rio de Janeiro - Brasil, 1815) foi um historiador, jurisconsulto e tronco de tradicional família luso-brasileira, os Pereira de Vasconcelos, sendo filho do Coronel Jerónimo Pereira de Vasconcelos e de Ana Jacinta da Natividade Ribeiro, ambos naturais da cidade do Porto, Portugal. Foi casado com Maria do Carmo de Sousa Barradas, mineira de Mariana, sendo pai, dentre outros, do estadista brasileiro Bernardo Pereira de Vasconcelos, do Marechal Jerónimo Pereira de Vasconcelos, o Visconde de Ponte da Barca e de Francisco Diogo Pereira de Vasconcelos.

## Carreira
Formado em Leis pela Universidade de Coimbra, Portugal. Autor, entre outras, de Breve Descrição Física, Política e Geográfica da Capitania de Minas Gerais, foi Cavaleiro professo na Ordem de Cristo, de Portugal, caixa de Diamantes de Indaiá (Minas Gerais), vereador e Presidente do Senado da Câmara de Vila Rica (atual Ouro Preto/MG) e Juiz do Crime do bairro de São José, no Rio de Janeiro.

## Inconfidência Mineira
Chegou a ser preso sob a suspeita de envolvimento na Inconfidência Mineira.  Ao final do processo da Devassa que condenou os réus da Conjuração, " o vereador Diogo Pereira Ribeiro de Vasconcelos, revestido de todo o amor patrício e das obrigações de vassalo" proferiu no dia 22 de maio de 1792, como orador oficial, discurso de rigozijo pela execução de Tiradentes, na Câmara de Vila Rica:
"Apenas soôu na Europa o descobrimento de Colombo ou de Americo Vespúcio, afôitos se dão logo a conhecer na Bahia de Todos os Santos e successivamente em todo o Brazil. Estes são os Portuguezes, estes são oh! Brazileiros, os vossos gloriosos progenitores!" E, ainda: "Que mudança a invicta, generosa mão dos Portuguezes, que differente fórma deu a estas Provincias, a estes Paizes!" …"Estes beneficios são de infinito preço e do mesmo genero, crede-me Brazileiros, dissimulo outros, que a brevidade me não consente enumerar." …Ah! Brazileiros, aqui esmoreço, d'aqui não posso proseguir avante quando me lembro que, sendo um castigo em si terrivel, ainda é pequeno para expiar tão atroz delicto!" E continua:…"Brazileiros! vós sois doceis, sois intelligentes, homens taes obrão sempre o que é justo, ainda que a lei o não declare." …"Imitando os exemplos dos seus maiores, foram os Brazileiros os que resgatarão o Rio de Janeiro consquistado, os que, vencendo um povo forte e atrevido em defeza da Bahia e Pernambuco, ganharão perpetua vida." …"Verdade é que vossas virtudes, Brazileiros, acompanhadas de rarissimos talentos" (…) "As mithras, as togas, os botões, estes honrosos premios são conferidos aos Brazileiros da mesma sorte que aos naturaes do Reino"…"todos são vassalos." . “A tolerância, exclama o orador é vício entre nós abominado (...)". Referindo-se a Tiradentes, vocifera: “Deixemos este desgraçado servir ao exemplo da futura idade, que dele se não lembrará sem formar a ideia de sua ingratidão, do seu opróbrio e suplício”. E apreciando a sentença em confronto com a inconfidência dos vitimados, também não exita em afirmar que sendo ela “um castigo em si terrível, ainda é pequeno para expiar tão atroz delito!”.